# Information Professional
Information Professional ist ein Oberbegriff für eine Person, deren berufliche Aufgabe darin besteht, Informationen strategisch einzusetzen, um dem jeweiligen Unternehmen zu nützen.
In die Berufsgruppe der Information Professionals gehören zum Beispiel Pressesprecher, der „Chief Information Officer“, Web-Entwickler, Information Broker, Berater etc.
Die Aufgaben von „Information Professionals“ bestehen darin, Informationen zu beschaffen oder zu erstellen, diese zu veröffentlichen und zu verwalten. Auch die Bereitstellung von Diensten und Werkzeugen, die diesen Zweck erfüllen, gehört zu den Aufgaben der Information Professionals.
Hintergrund für diese Kategorisierung ist die Idee, dass die strategische Beschaffung, Verarbeitung und Veröffentlichung von Informationen wesentlich zum Unternehmenserfolg beitragen kann. Durch die Bezeichnung Information Professional soll auch den jeweiligen Mitarbeitern dieser Sachverhalt klargemacht werden. Mit besonderen Arbeitsmethoden und Vorgehensweisen soll zudem erreicht werden, dass Mitarbeiter bewusst und gezielt mit Informationen umgehen.